# 라승용
라승용(羅昇龍, 1957년 10월 9일 ~ , 전북 김제)은 대한민국의 제27대 농촌진흥청장이었던 공무원이다.

## 생애
김제농업고등학교를 졸업하고, 1976년 9급 공무원으로 공직생활을 시작하였으며, 2013년 4월에 1급 공무원인 농촌진흥청 차장이 되었다. 2017년 7월 17일 농촌진흥청장에 임명되었으며, 2018년 12월 14일 이임하였다.

## 학력
- 김제농업고등학교
- 한국방송통신대학교 농학 학사
- 고려대학교 대학원 농학 석사
- 고려대학교 대학원 원예학 박사

## 경력
- 1976년 7월: 농림부 국립농산물검사소 생사검사과 근무
- 1981년 11월: 농촌진흥청 농약연구소 농약생물과근무
- 농촌진흥청 연구관리국 연구기획과 근무
- 농촌진흥청 원예환경과 근무
- 농촌진흥청 채소육종과 근무
- 농촌진흥청 시설재배과 근무
- 1992년 2월: 농촌진흥청 원예시험장 부산지장
- 농촌진흥청 연구관리국 연구정책과장
- 농촌진흥청 연구관리국 연구운영과장
- 2001년 1월: 농촌진흥청 호남농업시험장 식물환경과장
- 2005년 7월: 농촌진흥청 공공기관지방이전지원단장
- 2007년 1월: 농촌진흥청 연구개발국장
- 2008년 12월: 국립축산과학원장
- 2011년 1월: 농촌진흥청 연구정책국장
- 2012년 1월 ~ 2013년 4월: 제3대 국립농업과학원 원장
- 2013년 4월 ~ 2016년 12월: 제24대 농촌진흥청 차장
- 전북대학교 원예학과 석좌교수
- 2017년 7월 ~ 2018년 12월 농촌진흥청 청장
- 전북 전주김제완주축협조합 사외이사

## 수상
- 1986년: 국무총리 표창
- 2010년: 근정포장